# 博羅瓦爾基 (佐洛托諾沙區)
49°54′44″N 31°47′41″E / 49.91222°N 31.79472°E
博羅瓦爾基（烏克蘭語：Броварки）是位於烏克蘭中部的村莊，由切爾卡瑟州佐洛托諾沙區的赫利米亞濟夫市鎮負責管轄。該村始建於1900年，面積0.92平方公里，海拔高度102米，2001年人口383，人口密度每平方公里416人。